# Transição de governo
Transição de Governo é um procedimento adotado em regimes democráticos que tem por objetivo assegurar que o Presidente da República eleito possa receber informações e dados necessários ao exercício da função, assim que tomar posse. Esse procedimento é importante pois a troca de conhecimento entre a gestão que termina e o novo governo ajuda na manutenção das políticas governamentais em curso e facilita a implementação do novo programa de governo.

## No Brasil
A Transição de Governo no Brasil e é prevista pela Lei nº 10.609, publicada em 20 de dezembro de 2002. O modelo adotado no país é bastante similar ao dos Estados Unidos.
A legislação permite ao Presidente da República eleito formar uma equipe de até 50 pessoas em cargos de comissão com diferentes patamares de remuneração, denominados Cargos Especiais de Transição governamental (CETG), para se inteirar do funcionamento dos órgãos e entidades que compõem a administração pública federal e preparar atos a serem editados imediatamente após a posse.
A lei Nº 10.609 estabelece que o procedimento deve-se iniciar a partir do segundo dia útil após o resultado final das eleições ser oficialmente declarado, e extintos após dez dias da posse do candidato eleito.
Normalmente, a equipe nomeada trabalha em um espaço cedido pelo Centro Cultural Banco do Brasil de Brasília, localizado no Setor de Clubes Norte, próximo ao Palácio do Planalto.

## Nos Estados Unidos
A Transição de Governo nos Estados Unidos foi criada em 1963. Lá, o procedimento começa mais de seis meses antes do dia da votação, que ocorre sempre no início de novembro (até 2008, porém, esse trabalho tinha início a partir da eleição). Por iniciar antes do pleito eleitoral, cada candidato tem direito a espaço de trabalho e equipamentos para 114 pessoas. Entre suas atribuições estão elaborar listas de possíveis indicados para os 4 mil cargos que o presidente eleito deverá preencher e desenvolver planos e exercícios para supostas emergências relacionadas a terrorismo, clima, saúde e outras áreas.